# مارکوس اشمیت (لوگر)
مارکوس اشمیت (انگلیسی: Markus Schmidt؛ زادهٔ ۲۳ اکتبر ۱۹۶۸) لژسوار اهل اتریش است.